# Jan Brzeziński
Jan Brzeziński (ur. 1850 w Warszawie, zm. 17 czerwca 1913 tamże) – polski lekarz neurolog, literat. Należał do grona organizatorów życia szachowego w Warszawie u schyłku XIX wieku, a w latach 1900-1901 pełnił funkcję wiceprezesa Warszawskiego Towarzystwa Zwolenników Gry Szachowej.

## Życiorys
Był synem prawnika Andrzeja. Ukończył gimnazjum w Warszawie, po czym rozpoczął studia na wydziale lekarskim Szkoły Głównej Warszawskiej; naukę przerwał na pewien czas w 1870, by ochotniczo służyć w armii francuskiej w wojnie z Prusami. Po klęsce Francuzów powrócił na studia w Warszawie (po zawieszeniu działalności Szkoły Głównej kontynuował naukę na Cesarskim Uniwersytecie Warszawskim), a po ich ukończeniu uzupełniał wiedzę medyczną w klinikach francuskich, niemieckich i włoskich; na uniwersytecie w Berlinie uzyskał dyplom doktora nauk medycznych. Po powrocie do Warszawy Brzeziński, wspólnie z innymi lekarzami, założył pierwsze w mieście sanatorium dla osób nerwowo chorych.
Pracę zawodową Brzeziński łączył z zainteresowaniami sztuką oraz ambicjami literackimi. Pod pseudonimem Incognitus zamieszczał recenzje teatralne w "Gazecie Polskiej". Pisał również do "Kuriera Warszawskiego" i "Tygodnika Ilustrowanego", w tym ostatnim piśmie zamieścił m.in. studium o Hamlecie. Do 1903 mieszkał w dworku w Pawłowicach pod Warszawą, gdzie często gościł przedstawicieli świata kultury – malarzy Juliana Fałata, Leona Wyczółkowskiego, Teodora Axentowicza, Jacka Malczewskiego czy pisarzy Henryka Sienkiewicza, Bolesława Prusa, Mariana Gawalewicza. W 1903 przeniósł się na stałe do Warszawy, gdzie objął redakcję "Kuriera Warszawskiego". Na jego łamach zamieszczał regularnie felietony pod wspólnym tytułem Mówiąc między nami. 
Inną pasją Brzezińskiego stały się szachy, z którymi zapoznał się jeszcze w czasie studiów w Szkole Głównej. W 1897 lekarz był wśród inicjatorów powołania Warszawskiego Towarzystwa Zwolenników Gry Szachowej i razem z Janem Sobieszczańskim i Józefem Żabińskim został delegowany do opracowania statutu organizacji. Ci sami działacze otrzymali także zadanie uzyskania zgody władz gubernialnych na przeprowadzenie założycielskiego zebrania klubu. W uznaniu za skuteczne doprowadzenie do powstania Warszawskiego Towarzystwa Zwolenników Gry Szachowej wszyscy trzej znaleźli się wkrótce w ścisłym jego kierownictwie: Żabiński został pierwszym prezesem, Sobieszczański przejął prezesurę po nim, a Brzezińskiemu w kwietniu 1900 na półtora roku powierzono funkcję wiceprezesa. Zasiadał w kierownictwie klubu obok Józefa Żabińskiego, Kazimierza Wasilewskiego, Wacława Orłowskiego, Rafała Lipskiego i Władysława Lentza. Od jesieni 1901 Brzeziński brał udział w pracach komisji handicapowej Towarzystwa, zajmującej się ustalaniem klasyfikacji graczy klubowych w ramach przygotowań do turniejów.
Brzeziński sam w turniejach nie uczestniczył; jako miłośnik szachów ograniczał się do partii towarzyskich, granych w popularnych lokalach – Górskiego, Nowickiego, Pągowskiego, Loursa, "Pod Dzwonnicą", gmachu Giełdy. Chętnie też grywał w szachy z gośćmi dworku pawłowickiego, szczególnie Sienkiewiczem i Prusem. W szerszym gronie potykał się jedynie w symultanach, m.in. w pokazach przeprowadzonych przez Jana Taubenhausa w Teatrze Polskim (1896) i Resursie Kupieckiej (1898). Z partii towarzyskich Brzezińskiego zachował się zapis dwóch porażek poniesionych w 1896 ze słynnym Szymonem Winawerem mimo przyznanej lekarzowi przewagi wieży i posunięcia.
Aktywność Brzezińskiego na wszystkich polach przerwał w 1905 atak paraliżu. Brzeziński zmarł w czerwcu 1913 w Warszawie i pochowany został na Cmentarzu Powązkowskim, w grobowcu rodziny Hermanów (z której pochodziła jego żona) (kwatera T-6-8/9/10).